# Дубравка Угрешич
Дубравка Угрешич (на хърватски: Dubravka Ugrešić) е хърватска и нидерландска писателка от български произход.

## Биография
Дубравка Угрешич е родена в Кутина, Хърватия, Социалистическа федеративна република Югославия през 1949 г. Нейният баща е хърватин, а майка ѝ е българка, родена в Бургас.
Завършва Загребския университет, специализира в Московския университет.
До започването на войната в Хърватия в началото на 1990-те години Дубравка Угрешич работи в Института по теория на литературата в Загреб, а нейните основни научни интереси са свързани с руската литература на ХХ век, на която същевременно е и преводач. Сред най-известните ѝ преводи са на Даниил Хармс и Борис Пилняк, както и антологията на алтернативната руска проза „Шамар в ръката“ (1988).
„Щефица Цвек в лапите на живота“ („Štefica Cvek u raljama života“, 1981) – иронична постмодернистична проза, свободно заиграваща се с клишета и стереотипи на тривиалната литература и култура – е първият ѝ писан преди емиграцията роман, който ѝ донася известност и скоро е филмиран. Следващият роман, който ѝ донася голямо признание, е „Форсиране на романа река“, за който е отличена с НИН-ова награда през 1988 година.
След пламването на югославските войни през 1991 г. се опитва да заеме неутрална позиция между сърбите и хърватите, което не се приема от мнозина хървати. Дори есеистът и романист Антун Шолян, познат със сдържаността си по етническите спорове, но същевременно и с близостта си до управляващите кръгове, в статията „Хърватски феминистки изнасилват Хърватия“ реагира отрицателно на нейната позиция. В ситуацията на все по-невъзможен диалог в разпадащата се държава през 1993 г. тя предпочита да избере доброволната емиграция. Както пише във въвеждащото есе към книгата си с антиполитически есета „Култура на лъжата“ (1996):
| „ | „На писателите – ако не станат военноподпалвачи, политически лидери, патриоти спекуланти или инкасатори на чуждото нещастие – им остава, струва ми се, само самоотбраната с бележки.“ | “ |

Угрешич живее в Амстердам. Нейната първа публична изява в Хърватия след самоналоженото изгнание е през 2004 г. (при представянето на романа „Министерството на болката“). Угрешич редовно посещава Хърватия, но не е изявила намерение да живее и работи там.
Дубравка Угрешич умира на 17 март 2023 г. в Амстердам.

## Книги
- Малък пламък (за деца, 1971)
- Филип и щастието (за деца, 1976)
- Поза за проза (1978)
- Щефица Цвек в лапите на живота (1981)
- Животът е приказка (1983)
- Домашни духове (за деца, 1988)
- Форсиране на романа-река (1988)
- Американски речник (1993)
- Културата на лъжата – антиполитически есета (1995)
- Музеят на безусловната капитулация (1998)
- Четенето забранено (2001)
- Министерството на болката (2004)
- Няма никой вкъщи (2007)
- Баба Яга снесе яйце (2008)

На български език са публикувани 8 нейни романа и есеистични книги, както и интервюта и откъси от нейните книги в редица периодични издания.

## Награди
Угрешич има много награди и международно признание за творбите си.
В бивша Югославия получава наградите „Джалски“, „Меша Селимович“, НИН-ова награда (1988) и наградата на Загреб.
На 23 октомври 2019 г. е удостоена с титлата почетен доктор на Софийския университет.
Отличена е също с:
- Европейската награда за есеистика „Шарл Вейон“ (Швейцария) за най-добра есеистична книга (1996) (за „Културата на лъжата“)
- Нидерландска награда на съпротивата (1997)
- Немската награда на „Зюдвест Функ“ (1998)
- Австрийската държавна награда за европейска литература (1999)
- Награда „Хайнрих Ман“ на Берлинската академия по изкуствата (2000)
- Литературната награда „Ферония“ на италианския град Фиано (2004)
- Наградата за европейска есеистика „Жан Амери“ (2012)
- Международната награда за литература Нойщад (2016)
- Наградата на Международния литературен фестивал във Виленица (2016)